# NGC 5666
NGC 5666 (другие обозначения — UGC 9360, MCG 2-37-23, ZWG 75.66, IRAS14307+1043, PGC 51995) — галактика в созвездии Волопас.
Этот объект входит в число перечисленных в оригинальной редакции «Нового общего каталога».